# (241136) Sandstede
(241136) Sandstede est un astéroïde de la ceinture principale.

## Description
(241136) Sandstede est un astéroïde de la ceinture principale. Il fut découvert le 25 août 2007 à Taunus par Stefan Karge et Rainer Kling. Il présente une orbite caractérisée par un demi-grand axe de 2,59 UA, une excentricité de 0,28 et une inclinaison de 12,3° par rapport à l'écliptique.

## Compléments